# 腸粉

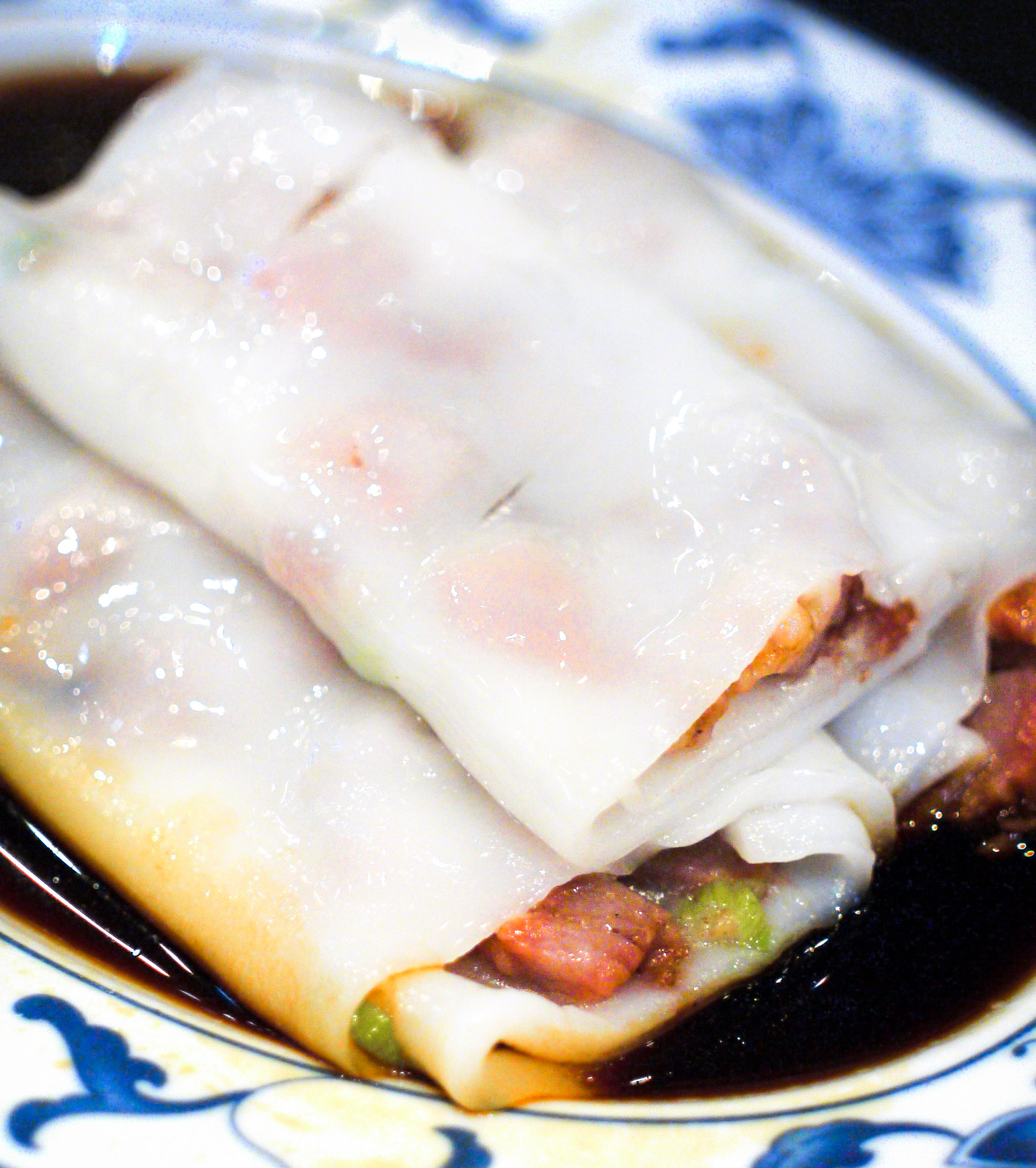
拉腸粉

腸粉，是一种使用米漿及澄麵製成的透明、捲狀的食物，口感柔嫩有彈性，在香港和广东非常流行，其後也流傳到其他地方。
腸粉種類繁多，例如以布拉成的稱為布拉腸粉，沒有布拉的稱手拉腸粉。石磨腸粉則是將用石磨製作的米漿淋到托盤上，再放入抽屜式蒸架。
腸粉傳統以碎牛肉、魚片、鮮蝦仁或廣東叉燒為餡料，也是廣東和香港茶樓常見的點心，常見的有鮮蝦腸粉、牛肉腸粉、叉燒腸粉。而不加餡、沒有灑上小蝦米和蔥的則稱齋腸（又稱豬腸粉），是傳統粥店中早餐常見的食品。

## 腸粉的口味
米浆置于蒸具中或布上逐张蒸成薄皮，然後分别鋪上其它配料，傳統上多爲已經預先切碎的牛肉或猪肉、魚片、蝦仁、油条等，蒸熟后卷成长条，切段，灑上小蝦米和葱花上碟。有加入馅料的叫牛肉肠、猪肉肠、猪肝肠、鱼片肠、虾米肠、鮮蝦腸和炸兩等等；而不加馅、沒有灑上小蝦米和葱花的则称齋肠，一般會將腸粉切段；加入素菜的稱羅漢腸；米浆中加入糖拉出的叫甜肠（港澳地區則有黃糖腸）。

## 調味
餡料腸粉會加上熟油使其口感更嫩滑，並配上特別調製的醬油（酱汁，包括较受欢迎的烧鹅油、豉油鹅汁等）；齋腸則多配以廣東甜醬油、芝麻、芝麻醬以及甜酱一起食用。

## 图库

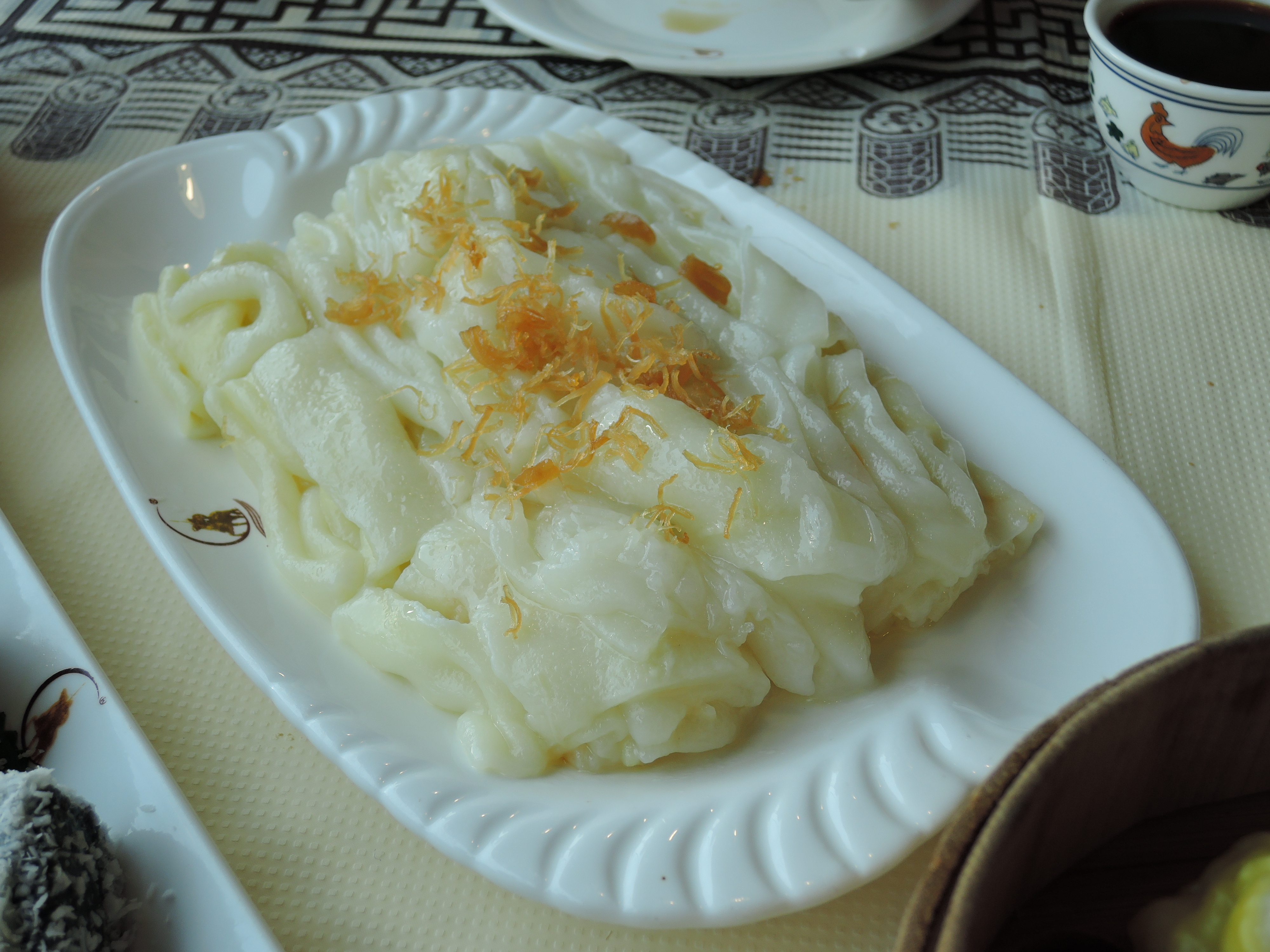
一碟蛋花腸
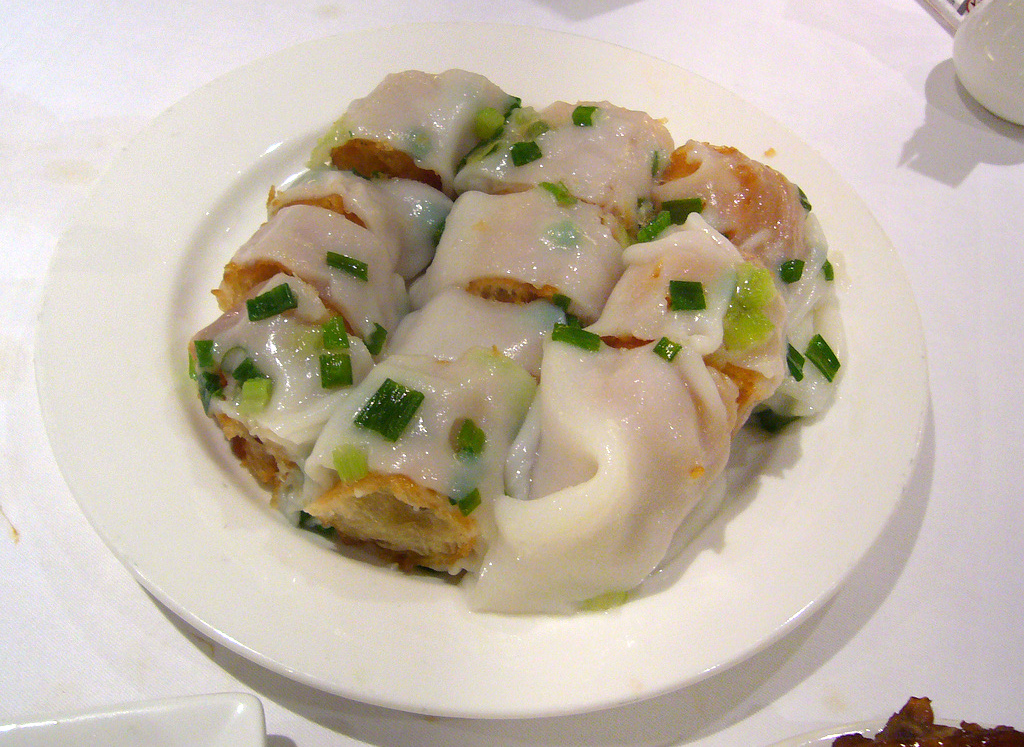
炸油條拉腸
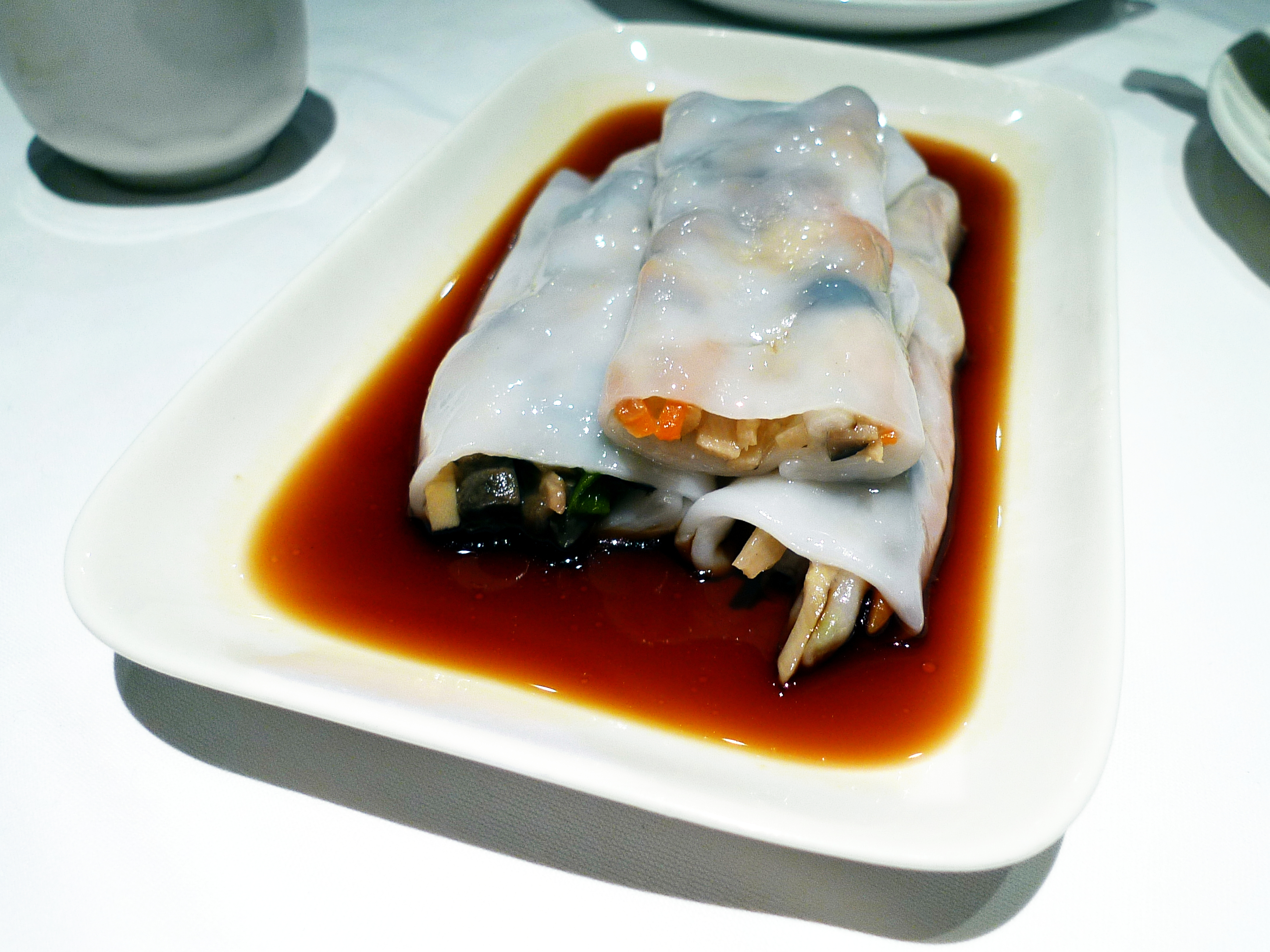
一碟素食肠粉
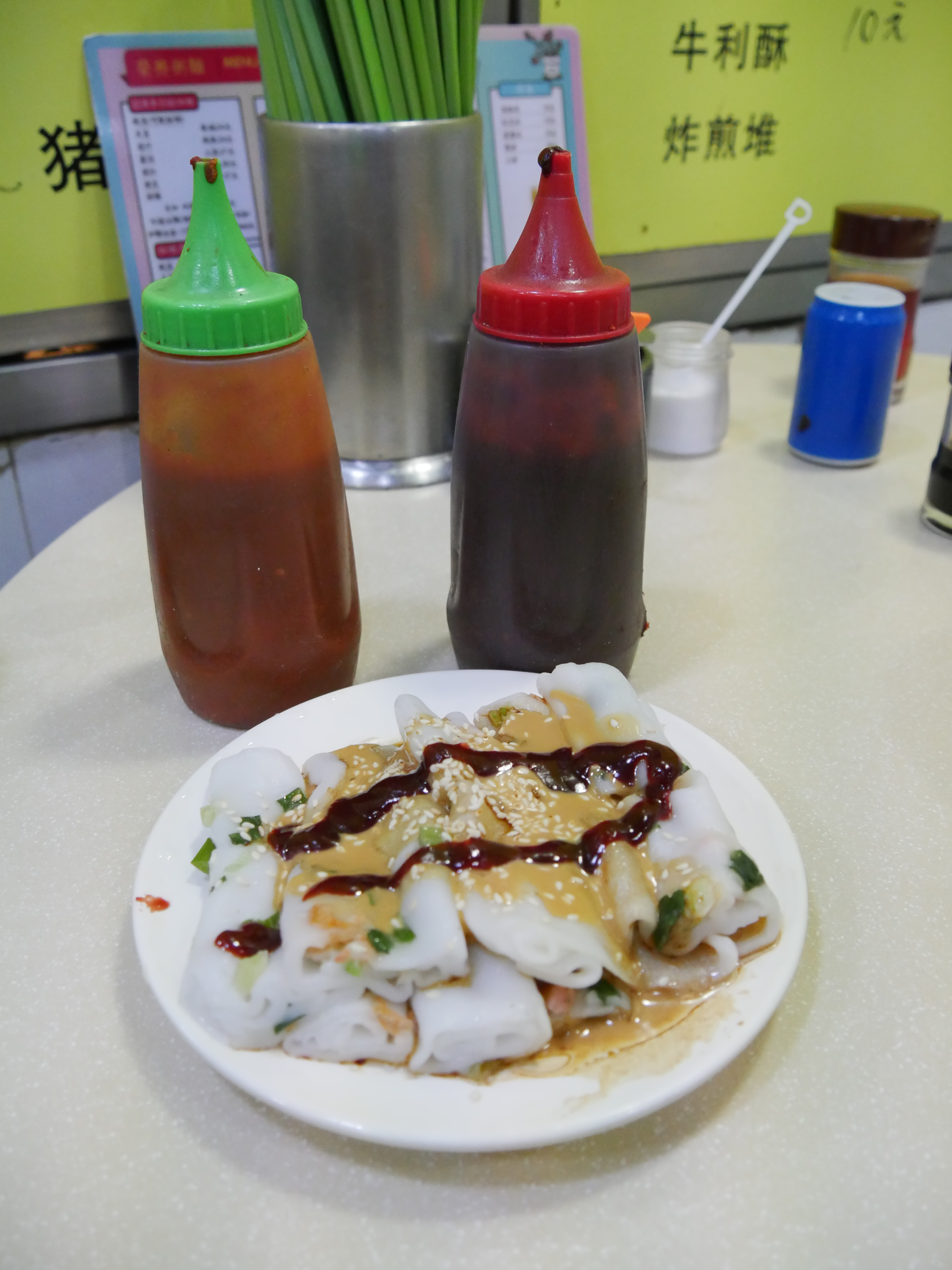
一碟街邊蝦米拉腸
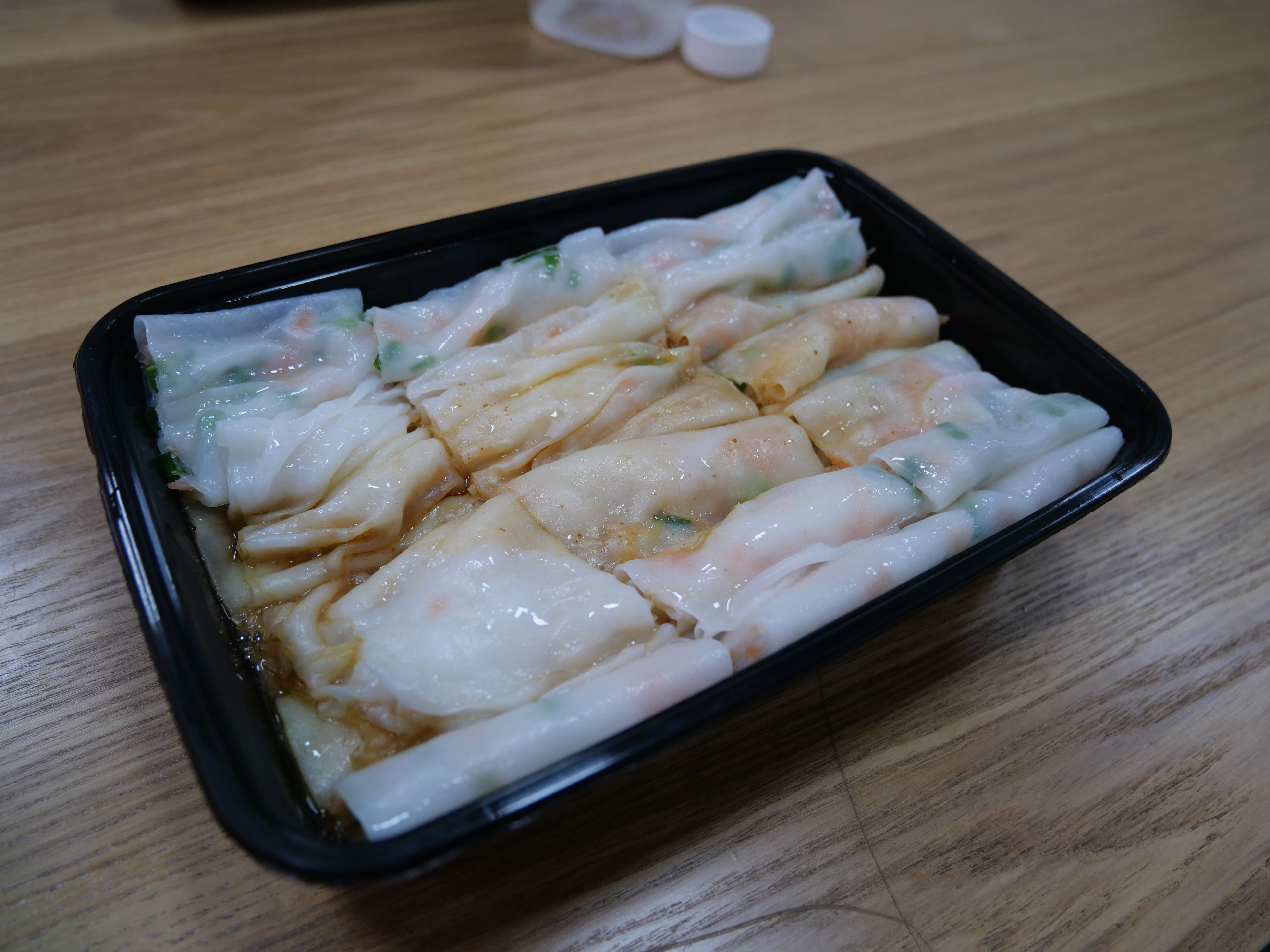
拉腸粉
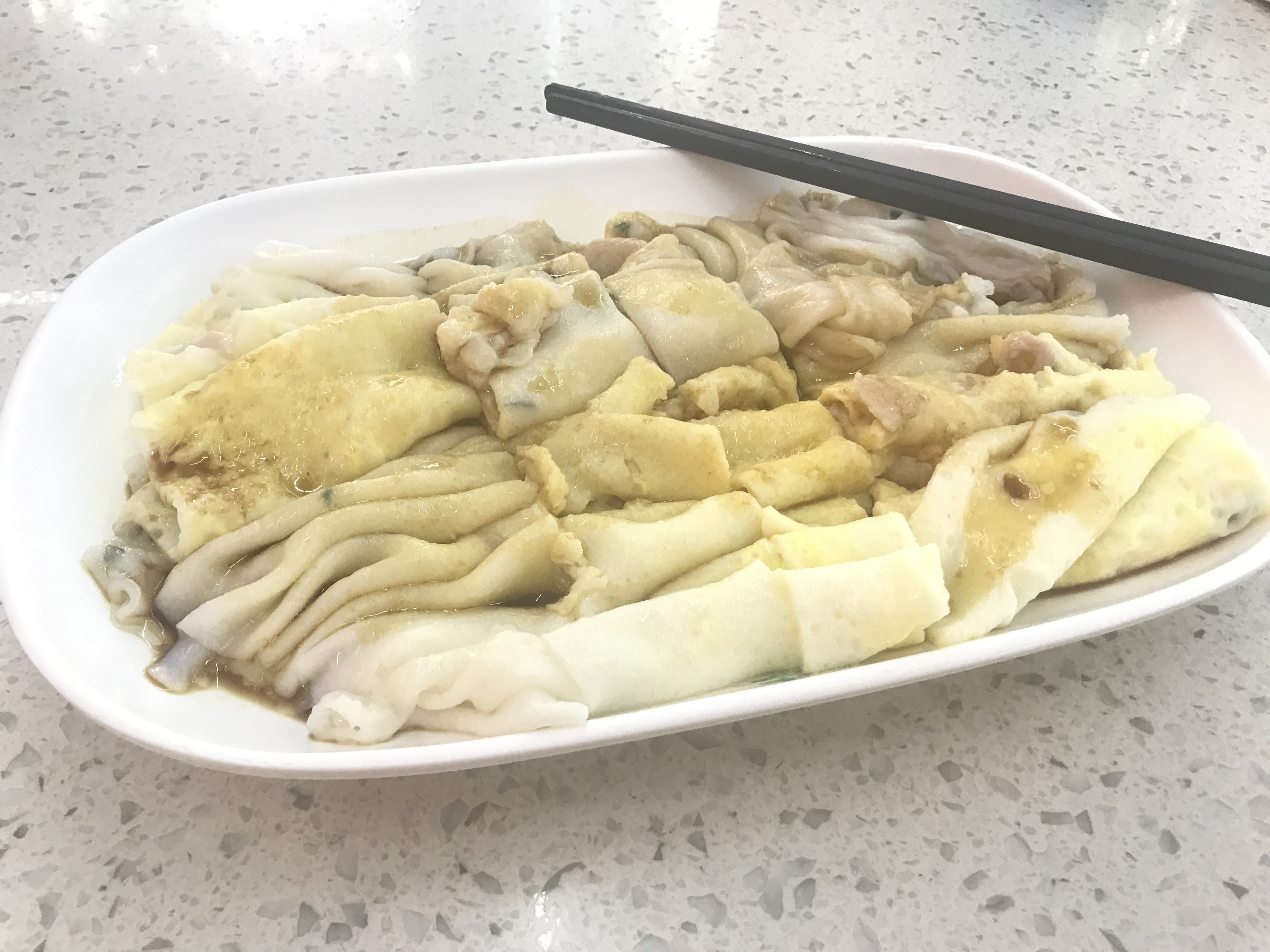
鸡蛋瘦肉石磨肠粉
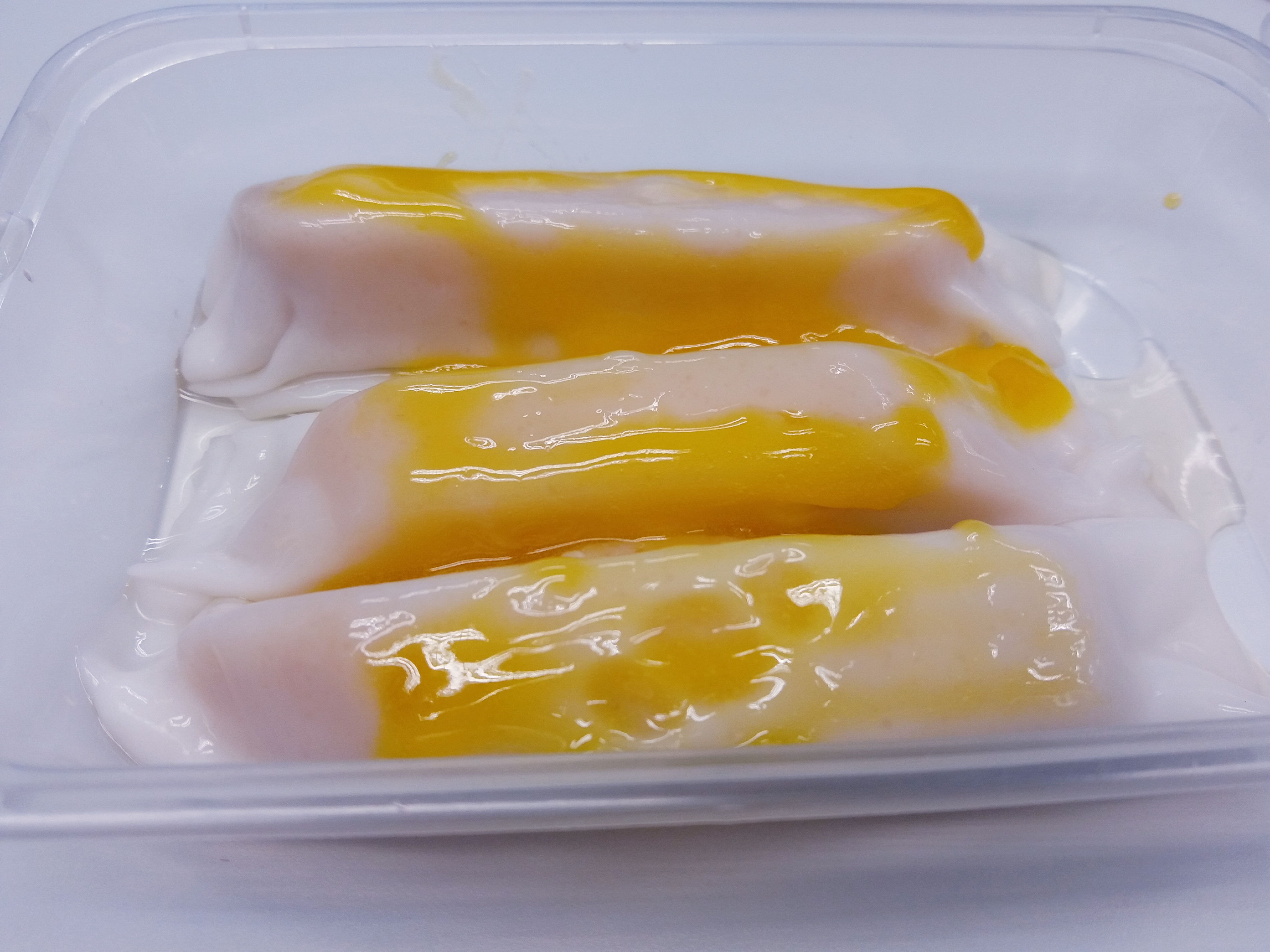
芒果腸粉 (非傳統食法，作為甜品)